# Université Fédérale Toulouse Midi-Pyrénées
O Université Fédérale Toulouse Midi-Pyrénées (em português, Universidade Toulouse Midi-Pyrénées, UFTMP) é um centro universitário de educação e pesquisa público localizado em Toulouse, Midi-Pyrénées, França.
O UFTMP é um dos líderes mundiais em ciência, engenharia e tecnologia, bem como outros campos, como administração, economia, linguística, ciência política e filosofia.
O UFTMP já produziu mais de 1 Prêmio Nobel.